# Αグロブリン

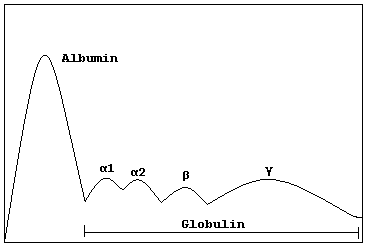
タンパク質電気泳動ゲルのグラフ

αグロブリン（α globulin）は、血漿中の球状タンパク質のグループの一つで、アルカリまたは電解質の溶液において非常に電気泳動での移動度が大きい。

## 例

### α1グロブリン
- α1-アンチトリプシン（α1-antitrypsin）

### α2グロブリン
- ハプトグロビン（Haptoglobin）
- α2-マクログロブリン（α2-macroglobulin）
- セルロプラスミン（Ceruloplasmin）
- チロキシン結合グロブリン（Thyroxine-binding globulin）